# Zuunmod
Zuunmod (in mongolo Зуунмод) è una città della Mongolia, capoluogo della provincia del Tôv. Si trova a 43 km a sud della capitale Ulan Bator e a sud del monte Bogd Han uul. Aveva, al censimento del 2000, una popolazione di 16.227 abitanti. 
Zuunmod è diventata capoluogo della provincia del Tôv nel 1942, precedentemente l'amministrazione dell'aimag era ad Ulan Bator.

## Monumenti e luoghi d'interesse
Sul versante sud del monte Bogd Han uul, all'interno dell'area protetta del parco nazionale omonimo, a 5 km dalla città si trova il monastero buddista di Manzušri Hijd (Манзушри Хийд), conosciuto anche come Manzshir Khiid, fondato nel 1773 e recentemente restaurato dopo essere stato distrutto nel 1937.